# 1914년 콘클라베

사도좌 공석 상태에 있는 동안에 사용되는 성좌의 문장

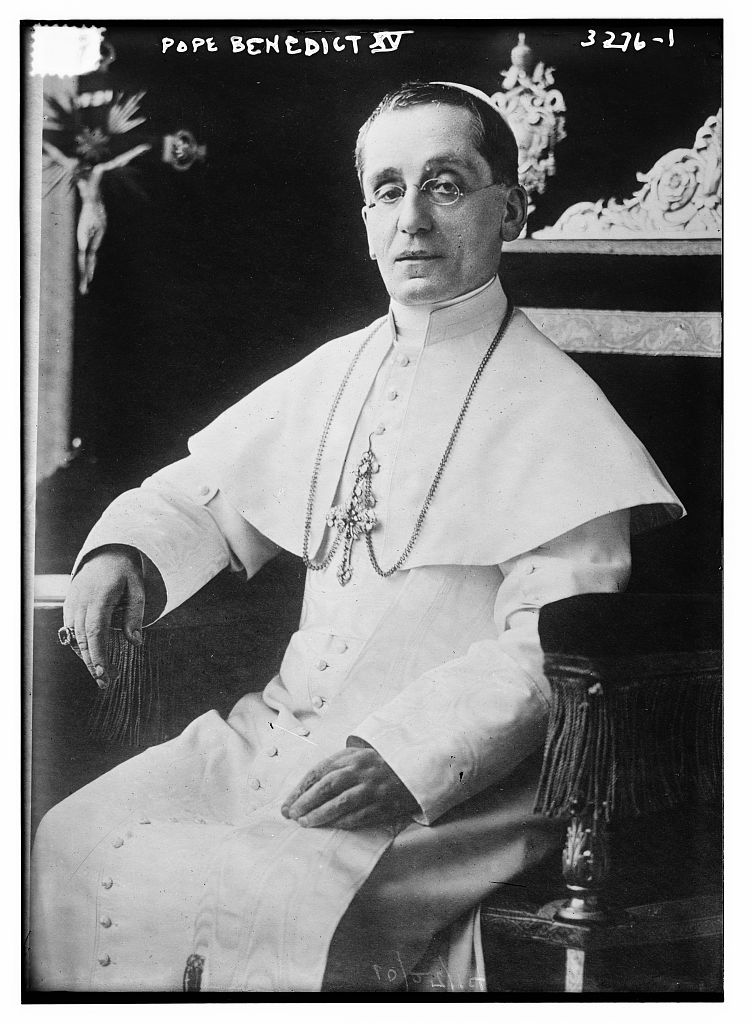
교황 선출자 베네딕토 15세 (자코모 델라 키에사)

1914년 콘클라베는 제258대 교황을 선출하기 위해 진행된 콘클라베이다. 제257대 교황 비오 10세가 1914년 8월 20일에 선종한 이후에 새 교황을 선출하기 위해 진행된 선거이며 바티칸 시국에 있는 사도 궁전과 시스티나 성당에서 진행되었다.
1914년 8월 31일부터 9월 3일까지 나흘에 걸쳐 10차례 투표가 진행되었으며 전 세계 80세 이하 추기경 65명 중 57명이 투표에 참가하였다. 이탈리아의 추기경이자 볼로냐의 대교구장인 자코모 델라 키에사가 새 교황으로 선출되었으며 교황 이름은 베네딕토 15세로 명명되었다.

## 추기경단
- 투표에 참가한 추기경: 57명
- 불참: 8명

### 대륙별 추기경 분포
- 이탈리아 추기경: 33명
- 기타 유럽 국가 추기경: 55명
- 북아메리카 국가 추기경: 1명
- 남아메리카 국가 추기경: 1명
- 아프리카 국가 추기경: 0명
- 아시아 및 중동 국가 추기경: 0명
- 오세아니아 국가 추기경: 0명

### 국가별 추기경 분포
- 31명: 이탈리아
- 6명: 프랑스
- 5명: 스페인
- 4명: 오스트리아-헝가리 제국
- 2명: 그레이트브리튼 아일랜드 연합 왕국(영국), 독일 제국, 포르투갈
- 1명: 네덜란드, 미국, 벨기에, 브라질, 아일랜드

## 주요 인사
- 수석 추기경: 세라피노 반누텔리 (Serafino Vannutelli, 이탈리아)
- 보조 추기경: 프란체스코 디 파올라 카세타 (Francesco di Paola Cassetta, 이탈리아)
- 교황 궁무처장: 프란체스코 살레시오 델라 볼페 (Francesco Salesio Della Volpe, 이탈리아)
- 수석 부제: 프란체스코 살레시오 델라 볼페 (Francesco Salesio Della Volpe, 이탈리아)